# Sleep Alone
«Sleep Alone» —en español: «Dormir solo»— es una canción de la banda irlandés Two Door Cinema Club. El tema fue lanzado por primera vez el 20 de julio de 2012 en el Reino Unido como el primer sencillo del segundo álbum de estudio de la banda, Beacon (2012). El sencillo es una de las canciones de la banda sonora de FIFA 13

## Lista de canciones
Descarga digital

| N.º | Título        | Duración |  |
| 1.  | «Sleep Alone» | 3:56     |  |

Digital EP

| N.º | Título                            | Duración |  |
| 1.  | «Sleep Alone»                     | 3:56     |  |
| 2.  | «Start Again»                     | 4:15     |  |
| 3.  | «Sleep Alone» (Beni Remix)        | 5:28     |  |
| 4.  | «Sleep Alone» (Math Bishop Remix) | 5:19     |  |

## Posicionamiento en listas
| Listas (2012)                               | Mejor posición |
| ------------------------------------------- | -------------- |
| Bélgica (Flandes) (Ultratip Bubbling Under) | 95             |
| UK Singles (The Official Charts Company)    | 79             |
| US Rock Songs (Billboard)                   | 43             |
| US Alternative Songs (Billboard)            | 21             |

## Créditos y personal
- Vocalistas principales – Two Door Cinema Club
- Letras – Alex Trimble, Kevin Baird, Sam Halliday
- Discográfica: Kitsuné

## Fechas de lanzamiento
| País        | Fecha                   | Formato          | Discográfica |           |
| ----------- | ----------------------- | ---------------- | ------------ | --------- |
| Reino Unido | 20 de julio de 2012     | Descarga digital | Kitsuné      |           |
| Reino Unido | 2 de septiembre de 2012 | Digital EP       | Kitsuné      | 7" Vinilo |